# Обробка інформації
Обробка інформації́ — вся сукупність операцій (збирання, введення, записування, перетворення, зчитування, зберігання
, реєстрація), що здійснюються за допомогою технічних і програмних засобів, включаючи обмін по каналах передачі даних [6, c.117].

## Засоби обробки інформації
При сучасному розвиненні програмного забезпечення існує безліч різноманітних програмних засобів обробки інформації́́,́ написаних різними мовами програмування на основі вище перелічених методів. Різномаїття ПП пов’язано із специфікою кожної галузі, в якій проводиться обробка. Наприклад, при обробці графічних зображень широко використовуються методи розпізнавання образів, криптографічні методи, що базуються на перетворенні Фур’є тощо.
Чи не кожна фірма може дозволити собі замовити у розробника ПП програму, що дозволить ефективно обробляти інформацію, пов’язану саме зі сферою діяльності цієї фірми. Такий підхід є навіть бажаним, оскільки автоматизовані системи обробки базуються на визначеній базі даних, структура якої може суттєво відрізнятися у різних підприємств, не кажучи вже про різні галузі. Одним із найрозповсюдженіших засобів обробки інформації є пакет Microsoft Officé, оскільки він встановлений майже на кожному комп’ютері. Його діапазон можливостей досить широкий, проте примітивний, якщо користувач не може безпосередньо працювати у програмному середовищі, на якому розроблений офіс. Серед засобів, доступних широкому класу споживачів є організація баз даних, відповідно виконання запитів та пошуку інформації, фільтрування інформації, графічне представлення тощо [7, c. 7-8].
Сьогодні рідко який бухгалтер працює без програми 1С-бухгалтерія та 1С-підприємство, що слугує для зберігання та обробки бухгалтерської інформації. Програма автоматично генерує звіти, виходячи із введених даних про паперові документи.
Для обробки графічних зображень (відсканованих) використовується Fine Reader, що є чудовим прикладом розпізнавання інформації. Для роботи із звуковими файлами використовують аудіо редактори. Наприклад Sound Forge.
Для специфічного та глибокого аналізу статистичних даних використовується пакет SPSS, який розроблено спеціально для обробки даних із застосуванням статистичних методів (перевірка гіпотез, графічне зображення тощо).
В теперішній час внаслідок глобального поширення комп’ютерних систем в галузі автоматизації промислових процесів все частіше застосовуються системи збору даних і оперативного диспетчерського управління (SCADA – Supervisory Control And Data Acquisition System). SCADÁ́– це тільки один з компонентів автоматизованих систем управління, які на сучасному етапі є складним комплексом програмних і апаратних засобів.
Переважна більшість автоматизованих систем управління будується на базі промислових контролерів, які є первинними засобами збору, обробки інформації, регулювання технологічними параметрами, аварійної сигналізації, захисту і блокування (нижній рівень системи). Оброблена контролерами інформація передається до комп'ютеризованих систем, які є робочим місцем оператора-технолога, де відбувається подальша обробка даних процесу і представлення оператору в інтуітивно зрозумілому вигляді (верхній рівень АСУ ТП).
SCADA-системи в ієрархії програмно-апаратних засобів промислової автоматизації знаходяться на верхньому рівні. Якщо спробувати стисло охарактеризувати основні функції, то можна сказати, що SCADA-система збирає інформацію про технологічний процес, забезпечує інтерфейс з оператором, зберігає історію процесу і здійснює управління процесом в тому об’ємі, в якому це необхідно.
SCADA-система – це система супервизорного керування й збору інформації (Supervisory Control And Data Acquisition). Це сукупність пристроїв керування й моніторингу, а також спосіб взаємодії з технологічним об'єктом. На сьогодні під цим терміном розуміють набір програмних й апаратних засобів, для реалізації операторських робочих місць [1, c. 86]. 
При створенні інформаційної системи поєднуються в один функціональний вузол велика кількість локальних підсистем, які найчастіше мають різні програмні інтерфейси. Це значно ускладнює завдання узгодження таких підсистем й зменшується швидкодія системи в цілому. Тому доцільно приєднання локальних функціональних вузлів з однакової програмною платформою. SCADA – система реалізує цей підхід, тому її застосування в цей час повсюдне й актуально. Також розробляється апаратна частина безпосередньо для програмного пакета, що дозволяє створити інформаційну систему більш дешево й з мінімальними витратами часу.
На даному етапі все більшого розвитку також набувають методи людино-орієнтованої комп'ютерної обробки даних. 

## Поняття аналітико-синтетична обробка документів
Поняття “аналітико-синтетична обробка документів” має різне тлумачення і різне наповнення, що відображається на змісті навчальної дисципліни. Спираючись на сучасні термінологічні словники, стандарти, посібники, можна встановити, що в інформатиці під аналітико-синтетичною обробкою інформації розуміють переробку інформації, що міститься в документах з метою вилучення необхідних відомостей, їх оцінки, порівняння і узагальнення. В бібліографії аналітико-синтетичну обробку документів розуміють як процес бібліографування, а саме процеси, що забезпечують ідентифікацію документів, інформацію про них. В каталогізації метою аналітико-синтетичної обробки є розкриття складу і змісту документального фонду, що дає можливість ідентифікувати документи і здійснювати бібліографічний пошук. Кожна галузь визначає певні види або процеси аналітико-синтетичної обробки. В інформатиці це, як правило, анотування́, реферування́, вилучення фактів і підготовка оглядів; в бібліографії – складання бібліографічних описів (БО), анотування, індексування, складання бібліографічних оглядів та покажчиків; в каталогізації – складання БО, індексування, анотування.

### Наукова обробка документів як сукупність процесіваналізуісинтезу
Головне завдання такої обробки – забезпечення швидкого доступу читача (користувача) до документа, що цікавить його.
Цей процес здійснюється в кілька етапів:
1. проводиться систематичний аналіз усіх наявних в базі даних документів. Цей аналіз передбачає ретельне вивчення первинного документа з метою складання короткого представлення про нього (анотація, реферат), виділення набору ключових слів, що складають предмет документа, а також індексацію документа прийнятими в Україні системами (УДК та ББК);
2. наступний етап - синтетичний, коли за результатами першого етапу складається бібліографічний опис первинного документа (продукується вторинний документ - інформаційне відображення первинного);
3. на третьому етапі з вторинних документів (бібліографічні описи, картки) складають каталог (алфавітний, предметний, систематичний);
4. четвертий етап - залучення інформаційно-пошукової системи для зв'язку читача (споживача) з цікавлять його первинним документом [8, c. 104].

Автоматизація́ процесу пошуку документів у величезних масивах сучасних інформаційних центрів і бібліотек не позбавляє споживачів інформації від неприємностей, пов'язаних з інформаційним кризою. Парадоксально, але вона ... тільки видозмінила його. Якщо до застосування автоматизованих ІПС споживач губився серед величезної маси непотрібної інформації, то ЕОМ звернула його увагу на потік, який максимально відповідає його потребам. Але, на жаль, інформації все ж занадто багато, щоб встигати переглядати її, залишаючи час хоча б для сну.
Інформаційний криза не була б принципово переборна взагалі, якщо б наукова інформація не володіла найважливішим властивістю - кумулятивно. Так, зміст наукової статті може бути коротко викладено в рефераті, багато розлогі висновки зведені до лаконічних математичних формул. Досягнення науки були б набагато скромніше, якщо б кожен учений не міг скористатися тими знаннями, які накопичені суспільством до нього, якби він відкривав закони природи заново. І оскільки скористатися цими знаннями, а отже, і внести в прогрес що-небудь нове неможливо без звернення до наукових документів, то кожне покоління вчених зайнято не тільки отриманням нових наукових даних, але і спеціальною роботою з систематизації, оцінки та узагальнення наукової інформації, яка і заснована на її кумулятивності.
Така робота заснована, з одного боку, на аналізі наукової інформації, з іншого - на синтезі нової інформації. Тому ця робота називається аналітико-синтетичної обробкою (АФО) інформації [8, c. 21].
Витягти з документа його основний зміст, як це робиться при укладанні рефератів, узагальнити інформацію, що міститься в десятках публікацій в одному стислому огляді - ось завдання аналітико-синтетичної обробки наукових документів, вирішення яких дозволяє не тільки зменшити фізичний обсяг документів при збереженні їх основного змісту, але і синтезувати нову інформацію.
Поряд з автоматизацією процесів обробки документальної інформації велика увага приділяється і АСО: зростає кількість всіляких оглядів, каталогів, покажчиків, реферативних журналів, користування якими значно полегшує працю вчених і фахівців. Ці документи, створені в результаті аналітико-синтетичної обробки інших, називаються вторинними.
Деякі види вторинних видань можуть бути підготовлені автоматично (авторські, предметні покажчики і т.д.). Однак основною формою документа, що відображає результати аналізу і синтезу інформації, є огляд. Підготовка оглядів, у тому числі вищої їх форми - аналітичних оглядів, зрозуміло, під силу лише висококваліфікованим фахівцям. Існують і об'єднують їх зусилля організації, які виконують роботу з підготовки узагальненої науково-технічної інформації. Вони отримали назву центрів аналізу науково-технічної інформації [5, c. 194].
На початку шістдесятих років у СРСР були створені інформаційні органи, які здійснювали аналітико-синтетичну переробку джерел інформації і готували на цій базі інформаційні видання, що містять фактографічні дані. В даний час понад 30% інформаційних органів підприємств групи машинобудівних галузей мають у своєму складі підрозділи аналізу та узагальнення інформації, укомплектовані фахівцями з тематики підприємства.
Підрозділи аналізу інформації успішно розвиваються, перш за все, у складі відділів НТІ великих головних інститутів, проте у ряді організацій такі підрозділи є самостійними відділами головних НТІ, які використовують фонди та довідковий апарат ОНТП.
Найбільш великі центри аналізу та узагальнення інформації діють у складі галузевих і підгалузеві інформаційних органів.
Діяльність центру аналізу інформації дозволяє керівництву приймати обґрунтовані управлінські рішення на інформаційній та економічній основі, істотно підвищувати рівень розробки планів - від річного до перспективного. Зовсім виняткове значення має ця діяльність для прогнозування розвитку галузі [9, c. 173].
За кордоном також приділяється велика увага діяльності центрів аналізу та узагальнення інформації. Цікаво відзначити, що, за даними США, ефект від діяльності центрів аналізу інформації становить 4,2 долара на 1 долар витрат.
Отже, у міру наростання потоків наукової та технічної інформації людство робить все енергійніших заходів, щоб уберегти світ від інформаційного хаосу. У результаті на сьогодні споживач інформації має в своєму розпорядженні цілий арсенал засобів, що дозволяє йому ефективно орієнтуватися в потоках інформації. Про що з'явилися нових публікаціях по що цікавить його проблеми йому повідомить бюлетень сигнальної інформації. Ближче познайомитися з новинками він може, переглянувши реферативний журнал, причому якщо його цікавлять публікації певних авторів чи публікації по вузьких конкретних питань - до його послуг авторський, предметний і інші покажчики, звичайно прологом до журналу. Споживач може безпосередньо взаємодіяти з автоматизованою ІПС при пошуку як документальної, так і фактографічної інформації. Нарешті, досить цінну інформацію він почерпне з оглядових документів, підготовлених найкваліфікованішими фахівцями тієї галузі знань, в якій він працює. Якщо уявити собі споживача інформації зануреним у своєрідну «інформаційне середовище», з якої він черпає необхідну інформацію, то треба визнати, що в даний час вона стала для нього набагато більше «комфортної».

## Статистична обробка інформації́
Обробку інформації можна здійснити, використовуючи комплекси засобів обчислювальної та інформаційної техніки, за допомогою якої раціонально виконуються чотири групи основних операцій: збір і передача інформації в ПЕОМ, її обробка за заздалегідь розробленими алгоритмами та програмами, видавання обробленої інформації користувачам, зберігання й пошук інформації.
Залежно від експлуатаційних можливостей і ступеня застосування зазначеної техніки при виконанні цих операцій відбувається часткова й комплексна механізація операцій, часткова й повна їх автоматизація. Повна чи комплексна автоматизація інформаційних операцій на практиці й у літературі відома як система машинної чи автоматизованої обробки інформації [3, c. 64].
У сучасних умовах, коли потрібно не лише збирати й обробляти інформацію, а й мати змогу забезпечувати нею менеджерів і фахівців різних рівнів, зазначена система дістала подальший розвиток і діє як система автоматизованого збирання та обробки інформації.
Щоб організувати систему автоматизованого збирання та обробки інформації, яка використовується для управління об’єктом, потрібно створити такі процеси, за яких достовірна первинна інформація (яка характеризує виробничо-господарську та іншу діяльність) один раз у мінімальному складі в ритмі виробництва вимірювалася б і фіксувалась (а іноді й первинно оброблялася) й у такому самому ритмі (при потребі) передавалася каналами зв’язку до ПЕОМ користувачів і комплексно (системно, тобто всебічно за відповідними алгоритмами) оброблялася (разом з умовно-постійною) на ПЕОМ так, щоб одержана в максимумі результатна інформація була закінчена обробкою і повністю відповідала б усім вимогам управління об’єктом, у тому числі інформуванню менеджерів і фахівців різних рівнів, а також процесам конструкторської і технологічної підготовки виробництва, нормування й планування, обліку й контролю, складання установленої зведеної звітності й проведення комплексного економічного аналізу за різні періоди часу та по різних структурних ланках і об’єкту управління в цілому. В цьому й полягає її сутність.
Така система збирання та обробки інформації може створюватися на різних рівнях, у масштабі різних організаційно-управлінських ланок — цеху чи виробничої одиниці, підприємства чи виробничого об’єднання, галузі, регіону тощо. Зі збільшенням масштабності управлінської ланки значно зростають трудомісткість і складність організації системної обробки інформації.

## Роль системної обробки інформації
При системі автоматизованого збирання й обробки інформації, яка діє в ритмі виробництва на об’єкті управління, не лише збирають і обробляють у ритмі виробництва всі первинні дані, що характеризують виробничо-господарську та іншу діяльність, а й забезпечують (через систему інформування) результатною (обробленою) інформацією всіх менеджерів і фахівців різних рівнів. Завдяки безпаперовій технології користувачі оперативно одержують на екрані ПЕОМ об’єктивно необхідну інформацію згідно з делегованими повноваженнями, якими вони наділені менеджерами вищого рівня, функціональними обов’язками, посадовими правами та мірою відповідальності. Вихідна інформація, як правило, є повністю оброблена, включає результати елементарного аналізу даних і є необхідною для вироблення та прийняття управлінських рішень.
Усе це звільняє менеджерів і фахівців різних рівнів від рутинної праці зі збирання, зберігання й обробки даних та їх елементарного аналізу і дає змогу зосередитися на творчій праці та контролі за виконанням управлінських рішень.
Розробка і застосування нових методів управління та вдосконалення діючих значно поліпшує якість і оперативність управління, його дієвість, а також забезпечує своєчасне вироблення й прийняття управлінських рішень. Наприклад, при цій системі є можливість використати метод управління за відхиленнями, завдяки якому значно зменшуються обсяги аналізованої інформації — до користувача надходить на екран його ПЕОМ лише релевантна суттєва інформація в виді відхилень, на основі якої виробляється та приймається відповідне управлінське рішення. Дублююча та зайва (яка не використовується в даному разі) інформація на екран ПЕОМ не виноситься, оскільки вона відкидається [6, c. 92].
Високі експлуатаційні можливості сучасної обчислювальної техніки і засобів комунікації дозволяють усебічно й на всіх рівнях оперативно збирати й обробляти інформацію виробничого, комерційного та іншого характеру. А це означає, що не потрібні проміжні управлінські структури в загальній організаційній структурі об’єкта, наприклад, цехи. Згадана інформаційна система спроможна не лише розробляти оптимальні планові та інші показники, а й доводити їх до дільниць, бригад, конкретних робочих місць, а також у ритмі виробництва збирати фактичні дані, які характеризують виконані операції, процеси тощо. В цьому випадку проміжній структурі — цеху, з функціями, які він виконував раніше, не буде місця. Замість нього діятиме ланка менеджерів середнього рівня з контрольними функціями [5, c. 85].
Зазначимо також, що як показала практика, завдяки застосуванню методів автоматизованого збирання в ритмі виробництва первинної фактичної інформації на робочих місцях її масового виникнення, є змога знизити на 80—85% ручну працю на цих процесах (див. п. 3.3, форма № 3.1, спрощена). 
Ця інформація стає єдиною як для обліку, так і для управлінських цілей. Це дає змогу об’єднати три види діючого обліку (оперативно-технічний, статистичний і бухгалтерський) в єдиний. Первинні дані цього обліку є достовірними, документованими і об’єктивними. На їх основі автоматично складають установлену для об’єкта управління зведену звітність, а потім передають дані цієї зведеної звітності вищим за субординацією установам каналами зв’язку.
Застосовуючи зазначені методи формування первинної інформації на ПЕОМ, вводять у пам’ять цієї машини мінімум інформації, а одержують (тобто виводять після обробки на ПЕОМ) максимум, що значно скорочує затрати праці.
Завдяки використанню ПЕОМ і нових інформаційних технологій значно вдосконалюються форми єдиного обліку за рахунок спрощення їх, виведення з них дублюючої, розрахункової і підсумкової інформації.
Таким чином, системне оперативне збирання та обробка інформації серйозно впливає на методи управління соціально-економічним об’єктом.

## Автоматизована обробка інформації
Експлуатаційні можливості сучасного комплексу технічних засобів, що використовується в системі автоматизованого збирання й обробки інформації, дають змогу автоматизовано виконувати цілу низку процедур у цих функціях. Стан науково-практичних розробок та технічний рівень згаданого комплексу визначили можливості автоматизованого виконання таких процедур управлінського процесу:
- у прогнозуванні́ та плануванні — багатоваріантні розрахунки під час розробки прогнозів, перспективних і поточних економічних та соціальних планів розвитку підприємства, а також оперативно-виробничих планів і планів з технічної підготовки виробництва з метою подальшого визначення оптимальних взаємозв’язаних наборів показників планування в погодинному (година, зміна, тиждень тощо) і в пооб’єктному (робоче місце, ділянка тощо) аспектах;
- в організації — моделювання організаційних структур управління та імітація процесів виробництва при різних критеріях і параметрах з метою вибору оптимальних;
- при координації і регулюванні — подання команд на робочі місця (поки що на низовому рівні управління виробництвом) відповідно до плану, технологічного процесу чи інструкції, складених на ті чи інші види робіт або операції;
- у контролі — спостереження за станом керованого об’єкта за всіма параметрами, а також за своєчасним і повним виконанням керівних команд;
- в обліку — одноразове збирання (в ритмі виробництва) й системна обробка всієї фактичної (разом з довідковою, плановою, нормативною та іншою) достовірної інформації про наявність та рух ресурсів, а також про стан, процеси та явища, що мають місце у виробничо-господарській та іншій діяльності підприємства;
- в аналізі — зіставлення нормативних, планових і фактичних показників, що характеризують ті чи ті операції або процеси виробничо-господарської та іншої діяльності, виявлення відхилень (у кількісних, вартісних, відносних та інших величинах) від заданих параметрів із зазначенням причин і винуватців цих відхилень, оцінка виконання плану в різних аспектах та виявлення факторів, що впливають на ці відхилення;
- у звітності — автоматичне формування (на основі первинних даних) зведених показників для типових форм установленої бухгалтерської, статистичної та іншої звітностей за допомогою спеціальних перевідних масивів — довідників, — а також одночасне створення машинних носіїв зі зведеними показниками звітності для передавання каналами зв’язку їх до зовнішніх установ (інституцій) вищого рівня.

Відомо, що в умовах функціонування системи автоматизованого збирання й обробки економічної інформації первинну базу наукового прогнозування і планування становлять обґрунтовані норми й нормативи, які застосовуються в усіх процесах та явищах, що мають місце на об’єкті управління. Процедури їх розробки, аналізу та всебічного використання також повністю автоматизовані.
Експлуатаційні можливості, наприклад, ПЕОМ, що використовуються як АРМ фахівців різних рівнів, дають змогу оперативно (в ритмі виробництва) й системно одноразово збирати (в мінімальному складі) достовірну первинну масову інформацію на робочих місцях та дільницях, від комплексних бригад та інших ланок виробництва, де вона масово виникає; потім усю цю інформацію попередньо обробляти таким чином, щоб у ритмі виробництва повністю забезпечувати (в максимальному складі) при безпаперовій інформаційній технології об’єктивно необхідною вихідною (результатною) інформацією, з одного боку, широкі потреби користувачів — менеджерів та фахівців даного (низового) рівня управління, — а з другого, передавати в стислому чи іншому вигляді цю інформацію на вищий (середній та верхній) рівень управління. На цьому рівні зібрана інформація (після додаткової обробки, а часом і в такому, первинному вигляді) використовується не лише для аналізу й прийняття управлінських рішень, а й для обліку, контролю, комплексного економічного аналізу результатів виробничо-господарської та іншої діяльності структурних ланок і об’єкта управління в цілому, а також для складання установленої зведеної бухгалтерської, статистичної звітностей [2, c. 143].
Повне оперативне інформування користувачів (менеджерів́) різних рівнів про процеси та явища, що відбуваються на об’єктах управління, створює умови для виконання в повному (в інформаційному аспекті) обсязі посадових функцій відповідно до наданих прав, обов’язків та міри відповідальності за доручену справу. Ідеться про делегування повноважень́ вищим менеджером нижчому, тобто про передачу завдань, прав і обов’язків особі, яка бере на себе відповідальність за їх повне і неухильне виконання. При цьому повноваження, звісно, певною мірою обмежують права на використання тих чи тих ресурсів, а також дозволяють спрямовувати зусилля лише на виконання визначених завдань (тобто делегованих прав).